# Fausto Ruiz
Fausto David Ruiz Villalobos (San Luis Potosí, México, 25 de abril de 1985) es un futbolista mexicano. Juega de delantero.

## Trayectoria
Inició su carrera en Petroleros de Salamanca en el año 2006, cuando su equipo jugaba en la Liga de Ascenso de México; después continuó su carrera en el Atlante UTN, de la misma categoría, y luego dio el primer gran salto en México al llegar a jugar en la máxima categoría fichando por el San Luis Potosí, club con el cual jugó la Copa Libertadores de ese año. Poco a poco se consolidó en este equipo y se fue convirtiendo en un símbolo del cuadro de su ciudad natal. En 2011 tuvo su primera experiencia en el extranjero, fichando por Deportes Puerto Montt, de la Primera B de Chile, con el afán de llevar a su nuevo equipo a la Primera División del Fútbol Chileno. Hoy está de vuelta en su terruño jugando en la División de Ascenso de su país.

## Clubes
| Club                    | País   | Año         |
| ----------------------- | ------ | ----------- |
| Petroleros de Salamanca | México | 2006 - 2009 |
| Atlante UTN             | México | 2009 - 2010 |
| San Luis                | México | 2010        |
| Deportes Puerto Montt   | Chile  | 2011        |
| Dorados de Sinaloa      | México | 2012        |
| Lobos de la BUAP        | México | 2013        |
| Mérida FC               | México | 2013        |
| Atlético San Luis       | México | 2014        |
| Murciélagos FC          | México | 2016        |

- Datos: Q5438347